# Солосанчо
Солосанчо (ісп. Solosancho) — муніципалітет в Іспанії, у складі автономної спільноти Кастилія-і-Леон, у провінції Авіла. Населення — 953 особи (2010).
Муніципалітет розташований на відстані близько 100 км на захід від Мадрида, 20 км на південний захід від Авіли.
На території муніципалітету розташовані такі населені пункти: (дані про населення за 2010 рік)
- Батерна: 186 осіб
- Робледільйо: 198 осіб
- Солосанчо: 455 осіб
- Вільявісьйоса: 114 осіб

## Демографія
Динаміка населення (INE ):

## Галерея зображень

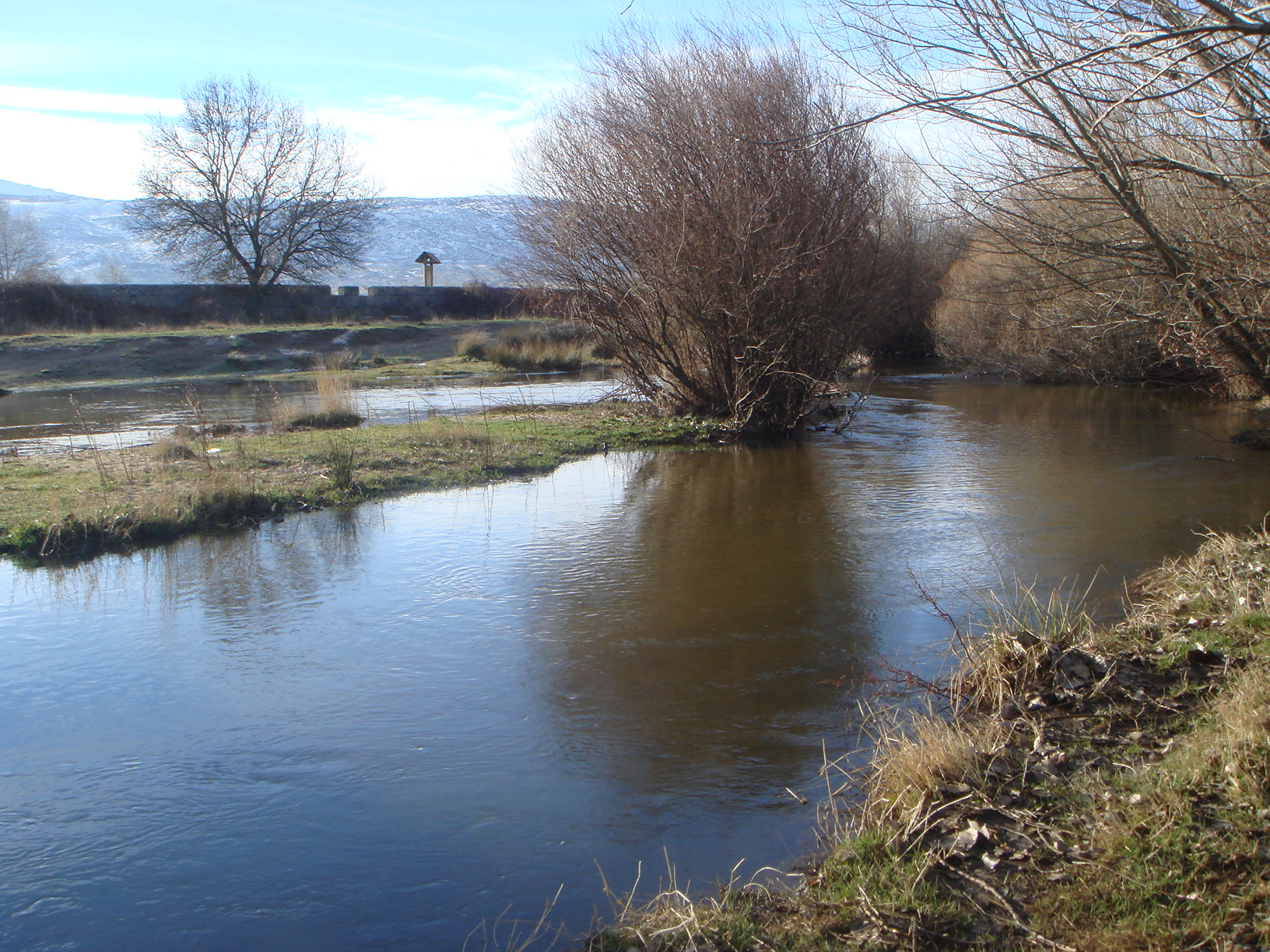
Річка Адаха